# French Quarter

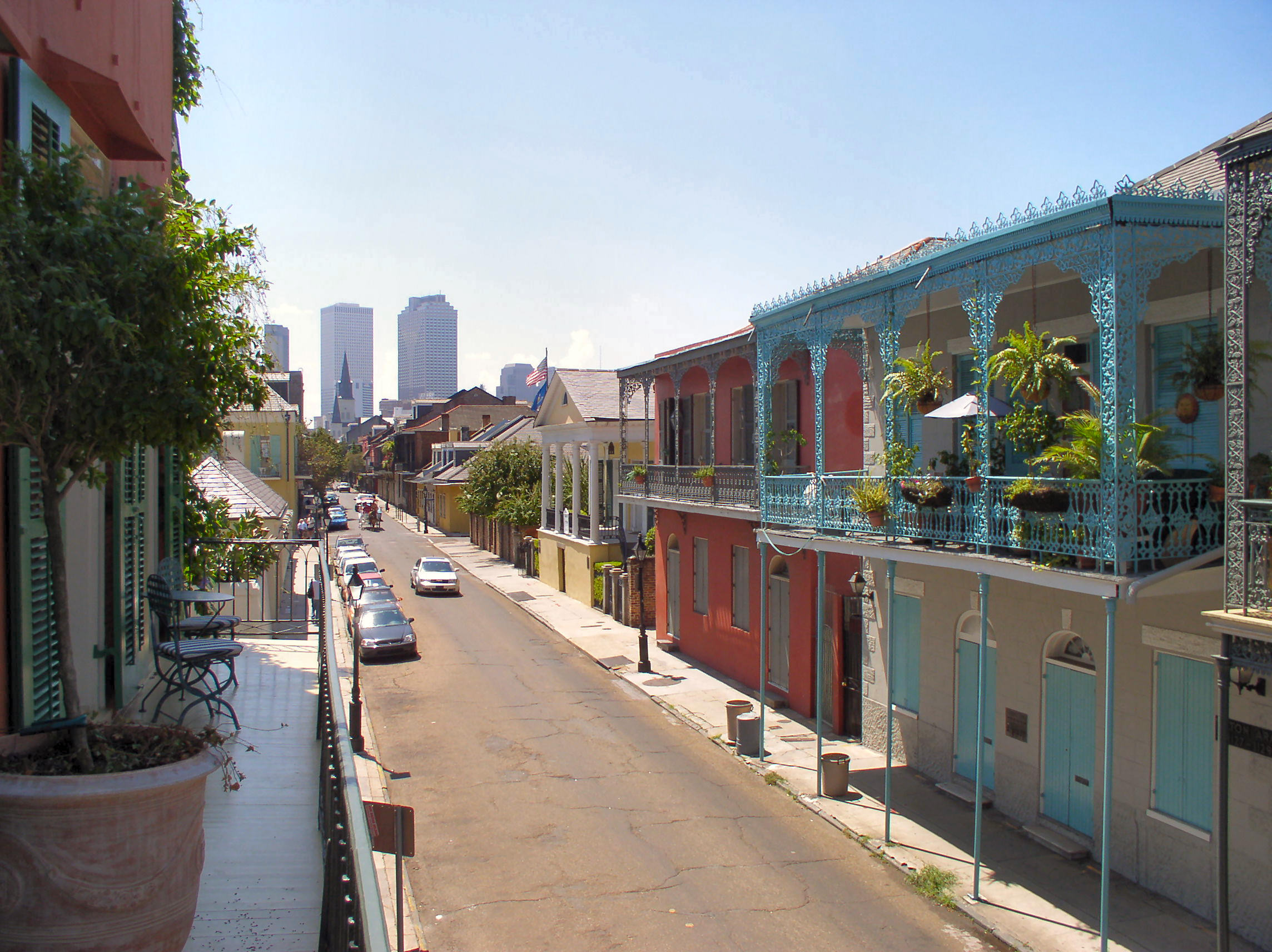
Kolorowa zabudowa Dzielnicy Francuskiej

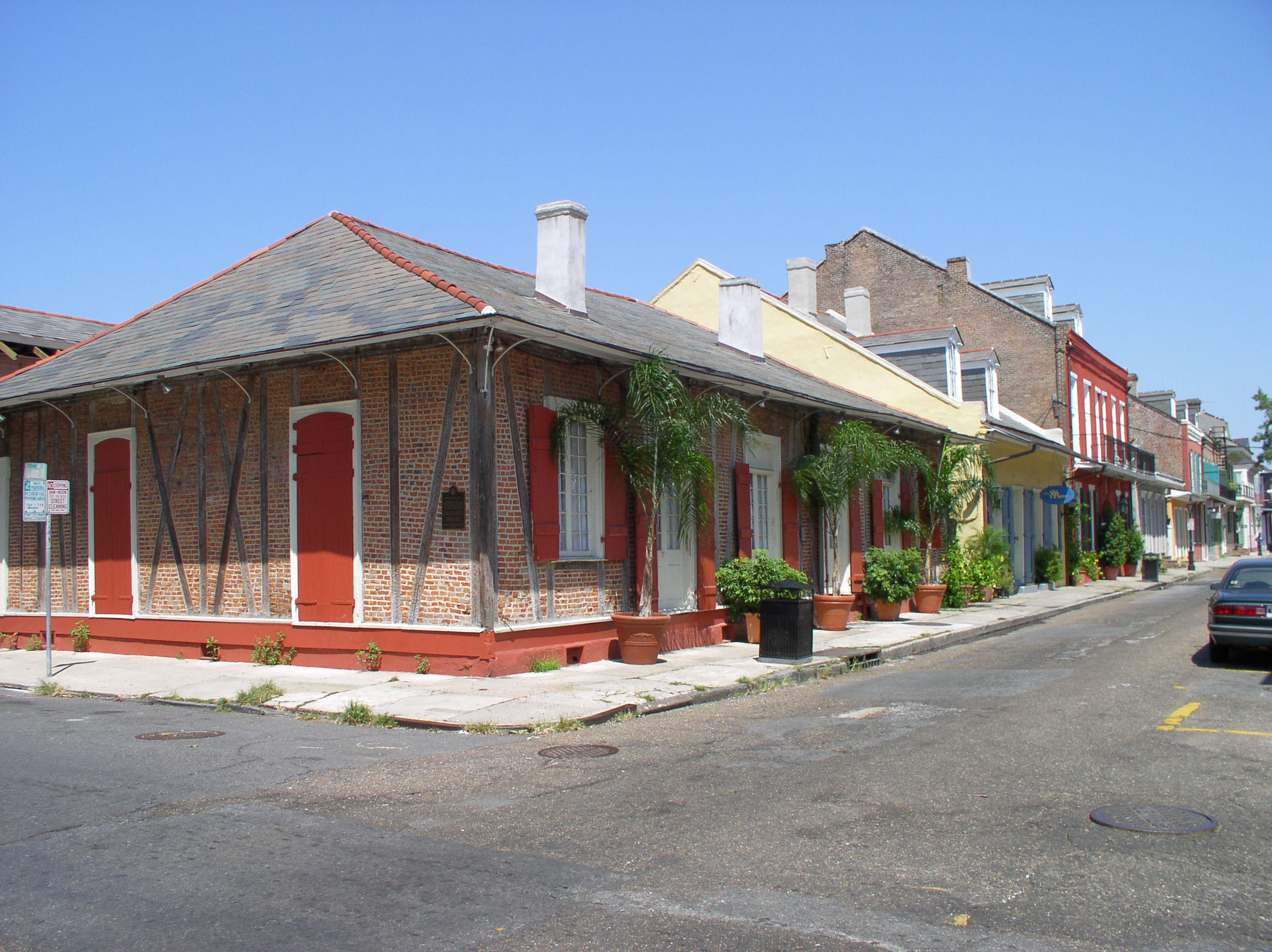
Przykład historycznej zabudowy

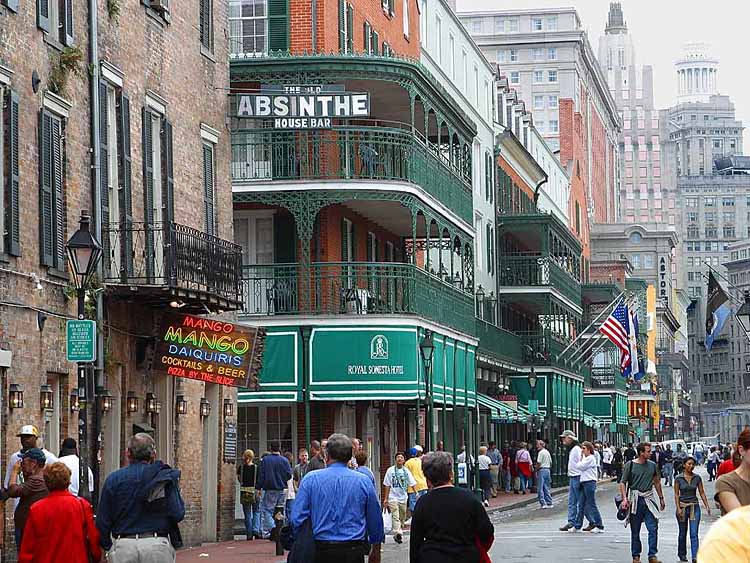
Bourbon Street, Nowy Orlean (2003, w kierunku Canal Street.

Dzielnica Francuska – najstarsza i najsłynniejsza część Nowego Orleanu, rozciągająca się między ulicami Canal Street, Esplanade Avenue, Decatur Street i Rampart Street. Nazywana także French Quarter (ang.), Vieux Carré (fr.) lub Barrio Latino (hiszp.). Najbardziej charakterystyczną cechą dzielnicy jest jej architektura budowlana.

## Historia
Dzisiejsza zabudowa swój kształt i charakter zawdzięcza pożarowi miasta w 1794 roku, kiedy to spłonęła większość zabudowy we francuskim stylu kolonialnym. W tamtym czasie miasto było pod panowaniem hiszpańskim i zostało odbudowane zgodnie z panującymi hiszpańskimi trendami i przepisami przeciwpożarowymi. W rezultacie powstałe budynki cechowały się bogato zdobionymi ścianami i sufitami oraz były wyposażone w misternie zdobione balkony. Elewacje malowano na modne w tamtym okresie pastelowe kolory. Duża część zabudowy pochodzi z tamtego okresu, jedynie niektóre budynki są datowane na XIX i XX wiek. 
Po wykupieniu Luizjany przez Stany Zjednoczone w 1803 roku jeszcze przez długi czas potomkowie francuskich osadników zamieszkiwali tę dzielnicę. Nowo przybyli Amerykanie osiedlali się w górze rzeki, co w dużym stopniu pomogło zachować oryginalny charakter zabudowy.
Pod koniec XIX wieku dzielnica straciła swą renomę i zaczęła podupadać, stając się domem dla włoskich imigrantów. Na początku XX wieku niskie czynsze i rozwiązła atmosfera miejsca przyciągały wielu artystów bohemy. 
W latach osiemdziesiątych XX wieku wielu stałych mieszkańców musiało opuścić tę część miasta, głównie ze względu na rosnące czynsze w związku z planowaną Wystawą Światową w roku 1984. Dzielnica została odnowiona i lokalni właściciele nastawili się na działalność turystyczną, mimo tego wiele budynków nadal pełni funkcje mieszkalne.

### Huragan Katrina
W dniach 29-30 sierpnia 2005 r. Nowy Orlean nawiedził Huragan Katrina. Większa część Nowego Orleanu została zalana jednakże Dzielnica Francuska wyszła obronną ręką. Kilka ulic zostało zalanych, wiatr uszkodził kilka, kilkanaście, budynków, jednakże szkody nie były nieodwracalne. Niespełna miesiąc później, 26 września, dzielnica została otwarta przez władze.

## Atrakcje

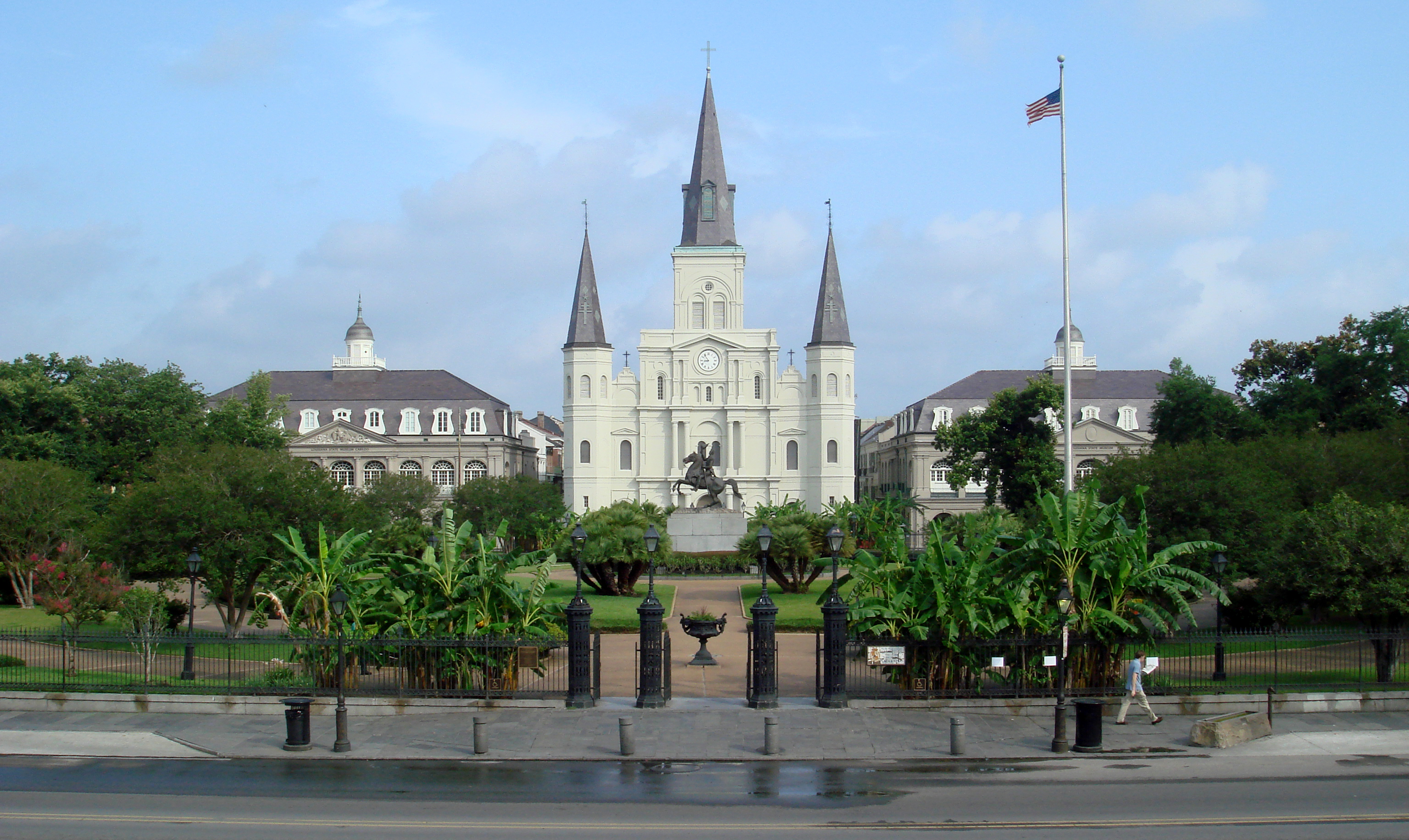
Jackson Square

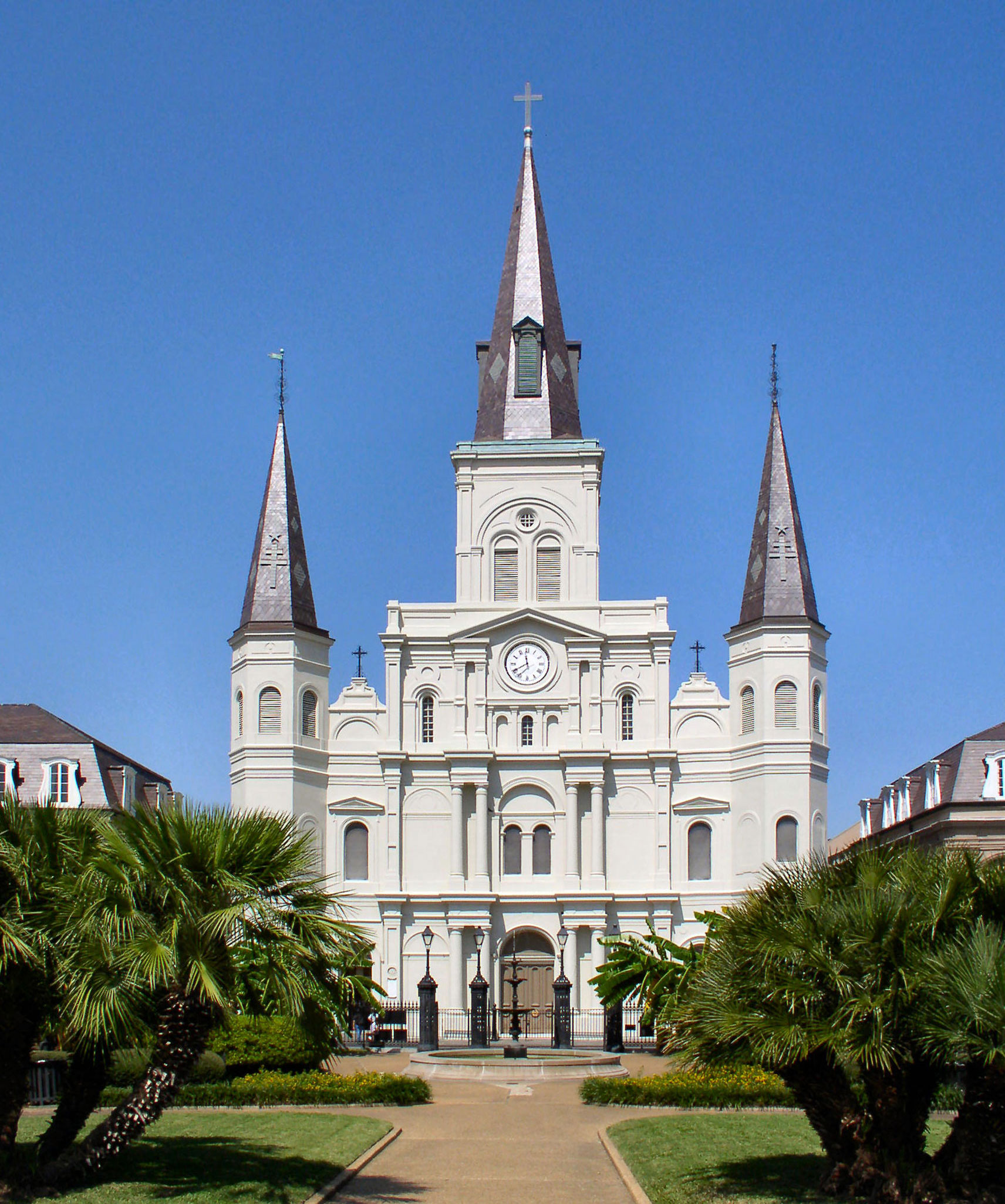
Katedra Świętego Ludwika

French Quarter jest głównym celem wielu turystów z całego świata i oferuje wiele różnorakich atrakcji.

### Bourbon Street
Bourbon Street jest jedną z najbardziej znanych ulic na świecie. Każdego wieczoru zapełniają ją tłumy turystów, gdyż znajduje się tutaj wiele klubów i restauracji. Jednym z symboli ulicy są prostytutki wyczekujące pod latarniami. Większość klubów wypełnia muzyka grana na żywo, przy czym jazz stanowi niewielką część repertuaru grających tu muzyków.  
Lafitte's Blacksmith Shop – to tawerna mieszcząca się na rogu Bourbon Street i St. Phillip Street, uważana za najstarszy budynek Nowego Orleanu. Wybudowana została przed 1772 rokiem i jest także znana jako najstarszy, nieprzerwanie działający bar w Stanach Zjednoczonych. Legenda głosi, że właścicielem budynku był w przeszłości słynny pirat Jean Lafitte. 

### Jackson Square
Jest to niewielki park przed Katedrą Świętego Ludwika. Wielu ulicznych artystów upodobało sobie ten region dzielnicy, by prezentować swoje umiejętności. Pośrodku parku stoi pomnik generała Andrew Jacksona. W przeszłości z parku można było dostrzec brzegi Missisipi, ale wybudowane później wały przeciwpowodziowe zasłoniły widok na rzekę. 
W narożniku placu zlokalizowana jest słynna kawiarnia Café du Monde.

### Royal Street
Tę ulicę upodobali sobie sprzedawcy antyków i staroci, a także drobni artyści, którzy sprzedają tu swoje dzieła.